# Мокроносі
Мокроносі примати (Strepsirhini) — підряд ссавців ряду приматів. Раніше ці звірі разом з довгоп'ятами зараховувалися до групи напівмавп, проте це розділення вважається застарілим. Об'єднують 3 надродини (іноді трактуються як інфраряди), 5—6 родин.

## Опис
Мокроносі примати відрізняються по ряду ознак від іншого підряду приматів — сухоносих мавп. Основною відмінністю є ніс, що дав назву, який у них, як і у котячих, мокрий і забезпечує кращий нюх. Інша відмінність полягає у великому пальці, який меншою мірою протиставлений іншим пальцям, ніж у сухоносих мавп. На вказівному пальці існує подовжений кіготь для чищення шерсті. У мокроносих мавп частіше зустрічаються народження відразу декількох дитинчат, тоді як у сухоносих переважають одиночні пологи. В цілому мокроносі мавпи вважаються примітивнішим і древнішим підрядом в еволюційному відношенні.

## Поширення
Мокроносі мавпи розділені на сім родин, з яких п'ять живуть виключно на острові Мадагаскар. Двоє інших зустрічаються в центральній і південній Африці, а також в Південно-східній Азії.

## Еволюція
Найдавнішими відомими представниками мокроносих є алжирипітек, азибій, нотарктус (50 млн років тому), годиноція (49 млн років тому), Darwinius masillae — (близько 47 млн років тому).

## Класифікація
Родини Мадагаскару іноді об'єднуються в інфраряд лемуровидих (Lemuriformes). У нього входять п'ять сучасних і три вимерлих за останні 2000 років родин:
- Інфраряд Chiromyiformes
  - Родина Руконіжки  (Daubentoniidae)
- Інфраряд Лемуровиді  (Lemuriformes)
  -     - Надродина Cheirogaleoidea
      - Родина Мишині лемури (Cheirogaleidae)

    - Надродина Лемуроїди — Lemuroidea
      - Родина Лемурові (Lemuridae)
- Лепілемурові (Lepilemuridae)
- †Мегаладапіди (Megaladapidae)
- †Археолемурові (Archaeolemuridae)
  -     - Надродина Індриоїди — Indrioidea (інколи родини включають в Lemuroidea)
      - Родина Індрієві (Indriidae)
      - Родина †Велетенські ·лінивці-лемури — Palaeopropithecidae:
- Інфраряд Лорієвиді — (Loriformes)
  - Родина Галагові  — Galaginae або Galagonidae
  - Родина Лорієві — Lorisidae або Loridae
- Інфраряд Адапіди — †Adapiformes